# مسجد طوكيو
جامع طوكيو يقع في حي شيبويا، طوكيو عاصمة دولة اليابان، وقد بني على الطريقة العثمانية. أحيانا ما يسمى بمسجد طوكيو أو بمسجد يويوغي. وقد نال تسمية الجامع لإقامة صلاة الجمعة فيه عادة.

## ميزات الجامع

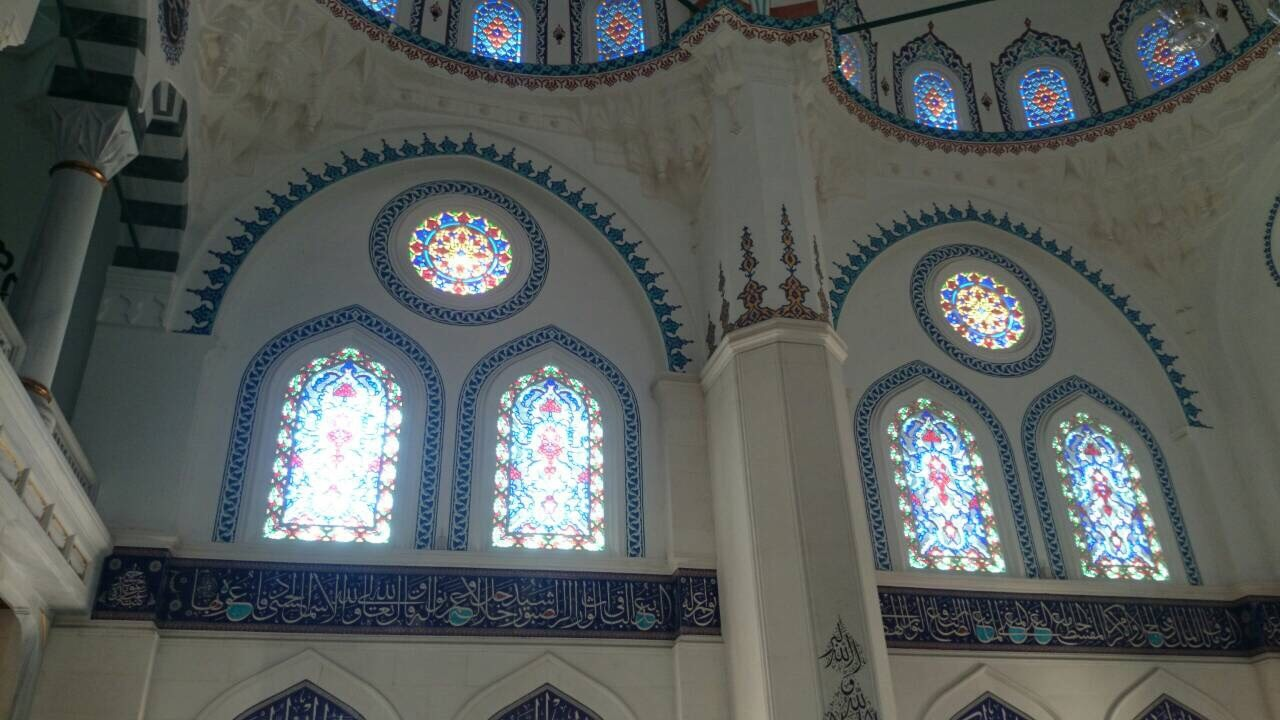
المسجد من الداخل

أقيم الجامع في نسخته الثانية على الطراز العثماني القديم، مما جعله تحفة يزوره اليابانيون كل يوم للاطلاع على الطراز المعماري العثماني والتعرف على الإسلام. يحتوي الجامع في جزء من طابقه الأول على عرض للتراث التركي للتعريف بها للزائر الياباني كذلك يسع الجامع إلى مايقارب ال 2000 مصلي ويوجد به مكان مخصص لصلاة النساء في الطابق العلوي.
يمكن لغير المسلمين التجول في الجامع بالإضافة إلى ذلك يقام في الجامع حلقات ودروس لغير المسلمين.
مساحة مسجد طوكيو 734 مترا مربعا ويتكون من سرداب واحد وثلاثة طوابق بمساحة كلية تقدر بـ 1,477 مترا مربعا. قبته الرئيسية 23.25 متر طويلة ومدعمة بستة أعمدة، بينما يبلغ ارتفاع المئذنة 41.48 متر.

## تاريخه
أقيم المسجد سنة 1938 ميلادية على يد بعض من المهاجرين إلى طوكيو من مدينة كازان التتارية هرباً بعد قيام الثورة الروسية. وكان أول إمام للمسجد هو عبد الرشيد إبراهيم المولود في مدينة توبولسيك وقد كان أحد أشهر العلماء المسلمين في حينه.
لاسترضاء الاقلية المسلمة في اليابان، قدمت الدولة اليابانية منحة مالية ساعدت على قيام المسجد الذي كان بناءه آنذاك من الخشب. وقد شارك في حفل افتتاح المسجد العديد من أكابر المجتمع وضباط الجيش اليابانيين.
تدهور وضع المسجد مما أدى إلى إغلاقه سنة 1984 وتدميره سنة 1986 ميلادية. وأعيد بناء المسجد بمنحة من الدولة التركية. تمت بداية إعادة البناء في يوم 30 من شهر يونيو سنة 1998 وافتتح بعد سنتين من ذلك في يوم 30 من شهر يونيو من عام 2000 ميلادية. وقد ساعد في بناء المسجد العديد من المهنيين والحرفيين الاتراك الذين تم ارسالهم من تركيا، الأمر الذي أضفى على المسجد الطراز العثماني القديم جاعلاً إياه حلة وتحفة جميلة في مدينة طوكيو.

## روابط
- المركز الثقافي التركي في جامع طوكيو